# Men's Pro Challenger at Tunica National
Il Men's Pro Challenger at Tunica National è un torneo professionistico di tennis sulla terra verde, che faceva parte dell'ATP Challenger Series. Si giocava annualmente a Tunica Resorts dal 2005.

## Albo d'oro

### Singolare
| Anno | Campione        | Finalista            | Score         |
| ---- | --------------- | -------------------- | ------------- |
| 2005 | James Blake     | Brian Baker          | 6–2, 6–3      |
| 2006 | Diego Hartfield | Mardy Fish           | 6–4, 6–4      |
| 2007 | Pablo Cuevas    | Juan Pablo Brzezicki | 6–4, 4–6, 6–3 |
| 2008 | Iván Miranda    | Carsten Ball         | 6–4, 6–4      |

### Doppio
| Anno | Campione                              | Finalista                              | Score            |
| ---- | ------------------------------------- | -------------------------------------- | ---------------- |
| 2005 | Michael Russell Dušan Vemić           | Juan Pablo Brzezicki Juan Pablo Guzmán | 7–6, 6–3         |
| 2006 | Jeff Morrison Bobby Reynolds          | Hugo Armando Ricardo Mello             | 3–6, 7–6, [11–9] |
| 2007 | Paul Goldstein Donald Young           | Pablo Cuevas Horacio Zeballos          | 4–6, 6–1, [10–4] |
| 2008 | Vladimir Obradovic Izak Van Der Merwe | Ryler DeHeart Todd Widom               | 7–6, 6–4         |